# Новостройка (Кировская область)
Новостройка — поселок в Нагорском районе Кировской области в составе Чеглаковского сельского поселения.

## География
Находится на расстоянии примерно 30 километров по прямой на юго-запад от районного центра поселка Нагорск.

## История
Упоминается с 1950 года, когда в нем учтено было 42 двора и 353 жителя, в 1989 году учтено 190 жителей.

## Население
Постоянное население  составляло 127 человек (русские 99%) в 2002 году, 94 в 2010.